# Papagai ala-roig
El papagai ala-roig (Aprosmictus erythropterus) és una espècie d'ocell de la família dels psitàcids que habita diferents tipus de bosc, matolls, sabanes, manglars i terres de conreu, a la costa sud de Nova Guinea i nord i est d'Austràlia des del nord d'Austràlia Occidental, cap a l'est, a través del Territori del Nord fins a Queensland i cap al sud fins al nord-est d'Austràlia Meridional i centre de Nova Gal·les del Sud.